# NGC 7472
NGC 7472 = NGC 7482 ist eine elliptische Galaxie vom Hubble-Typ E im Sternbild Fische auf der Ekliptik. Sie ist schätzungsweise 229 Millionen Lichtjahre von der Milchstraße entfernt.
Die Galaxie wurde am  11. August 1864 von Albert Marth entdeckt.